# Paolo Montefeltro
Paolo Montefeltro va ser fill de Galasso Montefeltro vicari d'Urbino. El 1364 va ser associat al govern d'Urbino pels seus cosins Galasso Montefeltro, Antoni II Montefeltro i Nolfo II Montefeltro. El govern va durar fins al 1369. Després va ser senyor del castell d'Uffogliano també amb els cosins. Fou del partit güelf i va ser recomanat a la cúria pels legat del papa a Itàlia, Cardenal Anglico, quan es trobava en estat d'extrema pobresa. Va deixar dos fills: Frederic i Agostino, morts sense descendència.